# Kulenie
Kulenie (biał. Куляні; ros. Кулени) – wieś na Białorusi, w obwodzie brzeskim, w rejonie lachowickim, w sielsowiecie Honczary.
Znajduje tu się przystanek kolejowy Kulenie, położony na linii Równe – Baranowicze – Wilno.

## Historia
W dwudziestoleciu międzywojennym leżały w Polsce, w województwie nowogródzkim, w powiecie baranowickim, w gminie Niedźwiedzica. W 1921 miejscowość liczyła 110 mieszkańców, zamieszkałych w 20 budynkach, w tym 107 Białorusinów i 3 Polaków. 106 mieszkańców było wyznania rzymskokatolickiego i 4 prawosławnego.
Po II wojnie światowej w granicach Związku Sowieckiego. Od 1991 w niepodległej Białorusi.